# Housewife
Housewife (bra: Dona de Casa) é um filme estadunidense de 1934, do gênero drama, dirigido por Alfred E. Green, e estrelado por George Brent, Bette Davis, Ann Dvorak e John Halliday. O roteiro de Manuel Seff e Lillie Hayward foi baseado em uma história original que Hayward coescreveu ao lado de Robert Lord.
Uma impressão do filme está mantida na Biblioteca do Congresso dos Estados Unidos. Este foi o terceiro dos onze filmes que Davis e Brent coestrelaram juntos.

## Sinopse
Nan Reynolds (Ann Dvorak) luta para administrar a casa com o curto salário de seu humilde marido Bill (George Brent) como gerente de escritório. Ela o encoraja a se candidatar a empregos melhores em outro lugar, mas ele não está disposto a correr riscos, e sua falta de ambição começa a colocar uma pressão no casamento.
Patricia "Pat" Berkeley (Bette Davis), que frequentou o ensino médio com o casal, é contratada pela empresa que Bill trabalha como redatora de publicidade, e o sucesso dela leva Nan a coagir seu marido a tentar subir de cargo. Quando ele não consegue despertar nenhum interesse em seu chefe com suas ideias, Bill sucumbe à sugestão de sua esposa de que ele comece sua própria agência usando o dinheiro que ela conseguiu economizar.
Estimulado por Nan, ele rouba um grande cliente de sua antiga empresa e contrata Pat para ajudá-lo a lidar com isso. Complicações surgem quando os sentimentos que os dois tinham um pelo outro anos antes são reacendidos, o que os faz embarcarem em um caso extraconjugal.

## Elenco
- George Brent como William Reynolds
- Bette Davis como Patricia "Pat" Berkeley
- Ann Dvorak como Nan Reynolds
- John Halliday como Paul Duprey
- Ruth Donnelly como Dora Wilson
- Hobart Cavanaugh como George Wilson
- Robert Barrat como Sam Blake
- Joe Cawthorne como Krueger
- Phil Regan como Cantor de Rádio
- Willard Robertson como Juiz
- Ronnie Cosby como Buddy Reynolds

## Recepção
Frank S. Nugent, em sua crítica para o jornal The New York Times, observou: "Uma característica de um boxeador pobre é que ele telegrafa seus socos. Em Housewife ... os percursos dramáticos não são meramente telegrafados, mas radiografados. O elemento mais inesperado do filme é a regularidade desconcertante com a qual o inesperado não acontece ... O Sr. Brent e a Srta. Dvorak se saem tão bem quanto qualquer um poderia esperar, mas a Srta. Davis é um pouco óbvia demais, como uma sirene".
Embora a revista Variety tenha chamado o filme de "entretenimento satisfatório", quando perguntada sobre o filme nos anos posteriores, Bette Davis respondeu: "Querido Deus! Que horror!" 

### Bilheteria
De acordo com os registros da Warner Bros., o filme arrecadando US$ 254.000 nacionalmente e US$ 71.000 no exterior, totalizando US$ 325.000 mundialmente.